# Comandament Conjunt del Ciberespai

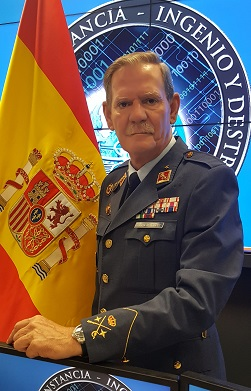
Rafael Garcia Hernández, actual Comandant en Cap.

El Comandament Conjunt del Ciberespai (MCCE), fins a 2020 conegut com a Comandament Conjunt de Ciberdefensa (MCCD), és un òrgan de l'Estat Major de la Defensa (EMAD) responsable del planejament, la direcció, la coordinació, el control i l'execució de les accions conduents a assegurar la llibertat d'acció de les Forces Armades en l'àmbit ciberespacial. Per a complir la seva missió, planeja, dirigeix, coordina, controla i executa les operacions militars en el ciberespai, d'acord amb els plans operatius en vigor. En l'àmbit d'aquestes operacions, realitza les accions necessàries per a garantir la supervivència dels elements físics, lògics i virtuals crítics per a la defensa i les Forces Armades.
Així mateix, és responsable, en col·laboració amb el EMACON, de la definició de requisits operatius, seguiment de l'obtenció i el sosteniment dels mitjans de ciberdefensa, CIS (Sistemes d'Informació i Telecomunicacions) conjunts de Comandament i Control, de Guerra Electrònica i Navegació, Identificació i Sistemes d'Observació de la Terra, vetllant per la interoperabilitat d'aquests amb els específics dels Exèrcits i de l'Armada. També, dona suport CIS a l'estructura del EMAD.
Finalment, s'encarrega d'assegurar l'autoritat del JEMAD sobre la Infraestructura Integral d'Informació per a la Defensa (I3D) en l'àmbit operatiu.
A càrrec seu es troba un Comandant Cap amb rang d'oficial general, i les seves instal·lacions es troben dins de la Base de Retamares, a Pozuelo de Alarcón (Madrid). Va ser creat el 19 de febrer de 2013, en virtut de l'Ordre del Ministeri de Defensa 10/2013, per la qual es crea el Comandament Conjunt de Ciberdefensa.

## Estructura
El Comandament Conjunt del Ciberespai s'articula en els següents òrgans:
- La Comandància
- La Segona Comandància
- L'Estat Major (EMMCCE)
- La Força d'Operacions del Ciberespai (FOCE)
- La Prefectura de Comandament i Control (JMC)
- La Prefectura de Sistemes de Ciberdefensa (JSCD)
- La Prefectura de Telecomunicacions i Guerra Electrònica (JTEW)

### Estat Major
L'Estat Major del Comandament Conjunt del Ciberespai (EMMCCE) és l'òrgan d'assistència del Comandant Cap del Comandament Conjunt de Ciberespai (CMCCD) i es compon d'una Prefectura dirigida pel Cap de l'Estat Major del Comandament Conjunt de Ciberespai i sis seccions:
- Secció de Coordinació (C-0).
- Secció de Personal (C-1)
- Secció d'Intel·ligència (C-2).
- Secció d'Operacions (C-3).
- Secció de Logística (C-4)
- Secció de Plans (C-5).
- Secció CIS (C-6)
- Secció de Preparació (C-7).
- Secció de Recursos i Finances (C-8)
- Secció de Cooperació i Representació (C-9).

### Força d'Operacions del Ciberespai

Emblema entre 2013 i 2020.

La Força d'Operacions del Ciberespai (FOCE) és l'òrgan del Comandament Conjunt responsable de l'execució de les operacions militars de ciberdefensa a través de les accions de defensa, explotació i resposta en el ciberespai, coordinant tècnicament les activitats dels Centres d'Operacions de Seguretat (COS) del MINISDEF, tant permanents com desplegables.
A més, correspon a la JOPS coordinar i executar les accions de prevenció, detecció, reacció i, si és el cas, la recuperació enfront d'accions no autoritzades que puguin comprometre les xarxes i sistemes de l'àmbit d'actuació del MCCD i la informació que manegen; obtenir, analitzar i explotar la informació sobre ciberatacs i incidents a les xarxes i sistemes en l'àmbit d'actuació del MCCD; executar les accions de resposta necessàries en el ciberespai enfront d'amenaces o atacs i tenir una capacitat tecnològica que permeti i faciliti el desenvolupament de les funcions citades anteriorment.